# LiLaLo

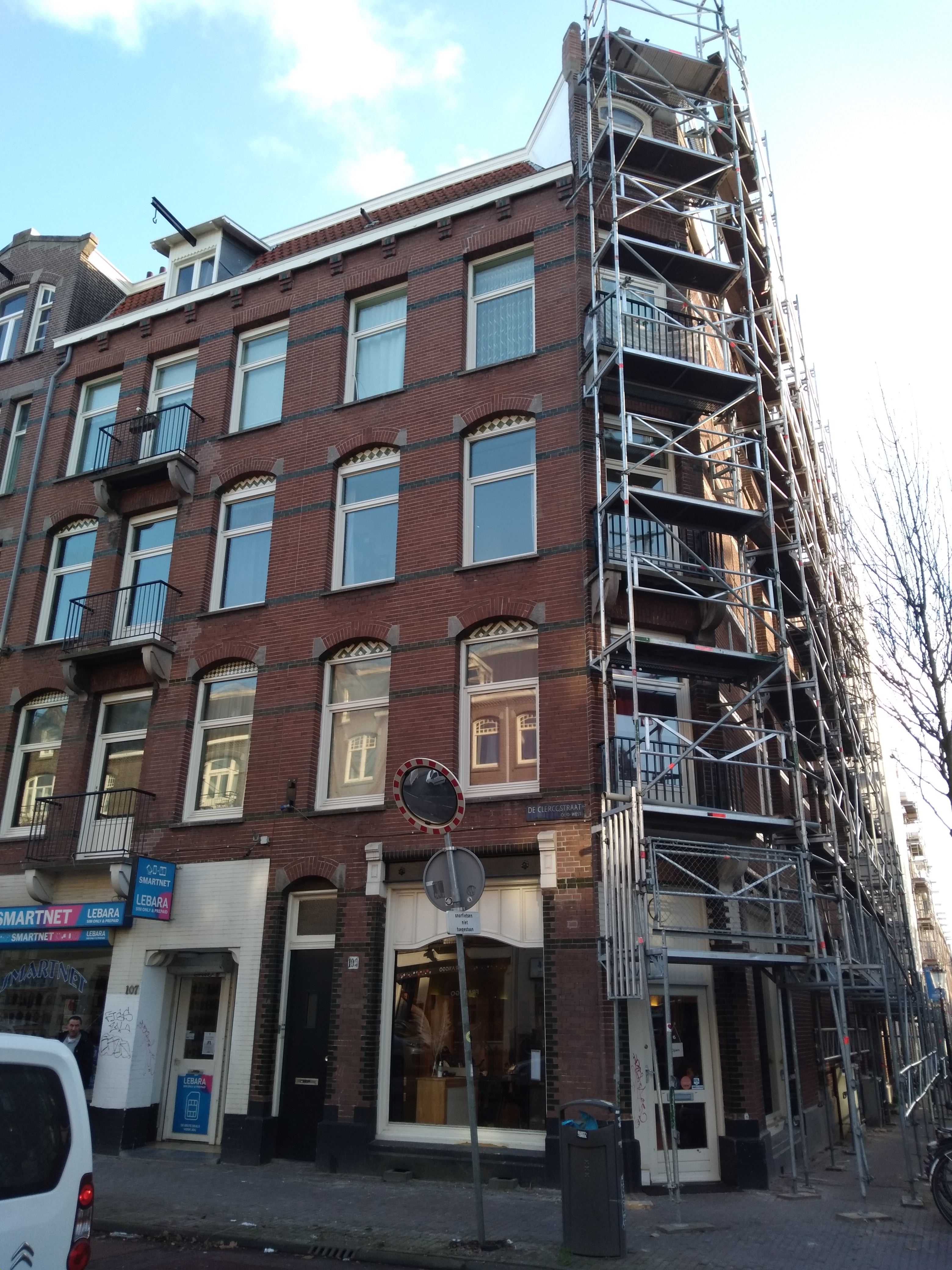
De Clercqstraat 109 in renovatie met de ingang op de hoek onder de bouwsteiger (november 2021)

LiLaLo was van 1959 tot 1983 een Jiddisch huiskamertheater in Amsterdam. De naam LiLaLo is Hebreeuws en betekent Voor mij, voor haar, voor hem. Het was het laatste Jiddische muziekcabaret in West-Europa.

## Achtergrond
Het theatertje werd geëxploiteerd door het echtpaar Jossy (pseudoniem van Regina Carla Louise Eichner, 1914-1986) en Jacques Halland (pseudoniem van Hieronymus Manfred (Romi) Fraenkel, 1910-2000). Het was gevestigd op De Clercqstraat 109, in een omgeving gekenmerkt door kruidenierszaken en speciaalzaken. De theaterzaal, ingericht met tapijten en typisch Joodse gebruiksvoorwerpen, weerspiegelde de achtergrond van het paar.
Variétéartieste Jossy Halland, de dochter van een Poolse operazanger en operettediva, kreeg haar artistieke opleiding aan het Joods Theater in Warschau. In LiLaLo trad zij op als chansonnière en cabaretière. De Nederlandse (maar net als Jossy in Duitsland geboren) Jacques Halland was voordat LiLaLo opende jazzpianist en trad onder meer op met Fernandel, Jimmy Dorsey, Mistinguett en Édith Piaf. In LiLaLo verzorgde hij de pianobegeleiding en de verbindende teksten.
De toegang tot het cabaret was gratis, maar de gasten werden geacht een drankje te gebruiken. Tot de gasten van LiLaLo behoorden Pablo Picasso, Roberto Rossellini, Federico Fellini en Loriot. Het paar trad ook op in het toenmalige West-Duitsland, Denemarken, Zwitserland en de Sovjet-Unie, maar nooit in Israël.

## Programma
De opzet van LiLaLo was de cultuur van de Oost-Europese Joden levend te houden. Jacques Halland verklaarde dat deze cultuur in talloze liederen en verhalen tot uiting kwam en Joden hielp omgaan met moeilijke tijden en bedreigingen. Vanuit dit streven ontwikkelde zich het motto van het cabaret "Doorgeven wat gaat verdwijnen, aangepast aan onze tijd".
Op het programma stonden ook liederen over de Jodenvervolging tijdens het nationaalsocialisme. Een voorbeeld is het lied 's brennt, briderlach, 's brennt (Broertje, het brandt) van Mordechai Gebirtig, dat hij in 1942 in het getto van Warschau schreef om het verzet van het Joodse volk tegen de fascistische terreur te versterken. Over het concentratiekamp Majdanek componeerde Halland het chanson A Barg Schiach (Een berg schoenen). Naast typische trekkers als Tate Blymenfeld en As der Rebe Elimeylech, kwamen ook steeds vaker teksten van hedendaagse auteurs als Bertolt Brecht, Kurt Tucholsky en Erich Weinert op het programma.
Chiel Heesen was de zingende barman.
In 1982 sloten de Hallands LiLaLo. Enkele jaren na het overlijden van Jossy blies Jacques met de zangeres Marika Nardi het Jiddische cabaret nieuw leven in. Op 2 mei 1995 gaven zij in de Stadsschouwburg Amsterdam nog een lunchconcert met de titel "Nu, 50 jaar na dato...".

## Discografie
- LiLaLo Jiddisch cabaret, Pegafoon, 1962 (ep)
- Het Jiddische cabaret li-la-lo Amsterdam, 1965 (cd)
- LiLaLo, Jossy & Jacques Halland – Jiddisches Cabaret In Amsterdam Live, Schuster Records, 1969 (twee lp's)
- LiLaLo, Mameloschiade. Jiddischkeiten, Trikont, 1984 (lp)
- LiLaLo, Live in Bellevue, Jossy en Jacques Halland en Stichting LiLaLo, 1984 (drie lp's)
- LiLaLo, Masseltoffiade. Jiddeleien, Trikont, 1988 (lp)

## Biografie
In 1989 verscheen het boek Mazzel en sores: Uit het leven van Jossy en Jacques Halland en hun jiddische cabaret LiLaLo.

## Film
Zangeres Ellen ten Damme onderzocht in de documentaire Negen Koffers (2021, onder regie van Marieke Rodenburg) de levensgeschiedenis van Jossy Halland en het verhaal achter het LiLaLotheater. Zij wilde hiermee de droom van de Hallands verwezenlijken om hun Jiddische liederen naar een groot publiek te brengen.